# Intolerància als aliments
La intolerància als aliments és la incapacitat de consumir alguns aliments o nutrients sense patir efectes adversos sobre la salut.
La intolerància als aliments es diferencia de l'al·lèrgia als aliments en què l'al·lèrgia provoca una resposta del sistema immunitari, tot activant la immunoglobulina E (IgE) i la intolerància no.
L'exemple més comú és la intolerància a la lactosa, que és no només la insuficiència de l'enzim lactasa que impedeix la correcta absorció de la lactosa, sinó també a les proteïnes de la vaca que pateix un gran nombre de nadons en consumir llet de vaca o llet materna d'una mare que ha consumit llet o filets de vedella. D'altres intoleràncies comunes són a l'ou i al peix. Segons el grau d'intolerància, es pot produir des d'un rebuig immediat a tota mena de llet fins a símptomes de difícil diagnòstic, ja que una malabsorció de la lactosa produeix una acumulació de gasos als intestins, que produeixen dolor abdominal i fins i tot dolor d'estómac i vòmits. És un exemple d'efecte ràpid sobre la salut.
En el cas de la intolerància a les proteïnes de la llet de vaca (IPLV), sobretot els nadons no són capaços de digerir-les i els produeixen trastorns digestius que expressen amb plors i insomni. Aquesta intolerància sol desaparèixer amb el temps i es combat mitjançant biberons d'una llet especial que no prové de la vaca o una llet hidrolitzada.
La prevenció dels episodis d'intolerància es basava principalment en l'educació dels afectats i els seus familiars i en un etiquetatge cada cop més exigent dels aliments envasats, exigit per les normes legals. Darrerament s'ha començat a treballar també en programes de control als menjadors escolars, i el projecte VAIAME a la ciutat de Barcelona ha estat pioner.